# Aspidosaurus
Aspidosaurus es un género de anfibio prehistórico extinto que vivió entre el Artinskiense y el Kunguriense. Se han encontrado fósiles en Texas (Estados Unidos).
Alegeinosaurus Case, 1911 es un sinónimo.